# Patancán
Patancán är en ort i Mexiko.   Den ligger i kommunen Paso de Ovejas och delstaten Veracruz, i den sydöstra delen av landet, 280 km öster om huvudstaden Mexico City. Patancán ligger 203 meter över havet och antalet invånare är 112.
Terrängen runt Patancán är huvudsakligen platt, men västerut är den kuperad. Terrängen runt Patancán sluttar österut. Runt Patancán är det ganska tätbefolkat, med 104 invånare per kvadratkilometer. Närmaste större samhälle är Paso de Ovejas, 10,7 km nordost om Patancán. Omgivningarna runt Patancán är en mosaik av jordbruksmark och naturlig växtlighet.